# 쿠리 (프로게이머)
쿠리(본명: 최원영, 2000년 8월 8일 ~ )은 대한민국의 리그 오브 레전드 프로게이머로 아이디는 Kuri이다. 포지션은 서포터이다.

## 선수 생활
2017년 11월 19일, 아이 게이밍 스타에 입단하면서 프로 커리어를 시작했다. 2018시즌 ES 샤크스의 주전 서포터로 활동했다.
2019시즌을 앞두고 SK텔레콤 T1의 연습생으로 입단했다.
2020시즌을 앞두고 T1의 1군팀으로 콜업되었다. 하지만 T1에서는 출전을 하지 못했다. 2020시즌 이후 팀을 퇴단했다.

## 소속팀
| # | 팀명             | 소속 기간               | 소속 리그 | 비고 |
| - | ---------------- | ----------------------- | --------- | ---- |
| 1 | 아이 게이밍 스타 | 2017.11.19 ~ 2018.12.13 | CK        |      |
| 2 | T1               | 2019.11.26 ~ 2020.11.18 | LCK       |      |

## 수상 내역
- 리그 오브 레전드 챌린저스 코리아 서머 2018 준플레이오프
- 우리은행 리그 오브 레전드 챔피언스 코리아 스프링 2020 우승